# سیارک ۲۵۷۷۲
سیارک ۲۵۷۷۲ (به انگلیسی: 25772 Ashpatra، نامگذاری:2000CB27)۲۵۷۷۲مین سیارک کشف شده‌است که در ۰۲ فوریه ۲۰۰۰ کشف شد.